# 453.º Batallón Antiaéreo Pesado
El 453° Batallón Antiaéreo Pesado (453. schwere Flak-Abteilung) fue una unidad de la Luftwaffe durante la Segunda Guerra Mundial.

## Historia
Fue formado en octubre de 1942 a partir del VII Comando Administrativo Aéreo (Stuttgart) con 1. – 4. Baterías.
Fue disuelto en mayo de 1943:
- Grupo de Plana Mayor/453° Batallón Antiaéreo Pesado como Grupo de Plana Mayor/75° Regimiento Antiaéreo
- 1° Bat./453° Batallón Antiaéreo Pesado como la 5° Bat./436° Batallón Antiaéreo Pesado
- 3° Bat./453° Batallón Antiaéreo Pesado como la 5° Bat./241º Batallón Antiaéreo Pesado

Reformado en mayo de 1943 en Augsburgo con 5 Baterías.
- 6° Bat./453° Batallón Antiaéreo Pesado fue formada después en 1943
- 8° Bat./453° Batallón Antiaéreo Pesado fue formada después en 1943
- 4° Bat./453° Batallón Pesado Antiaéreo Pesado fue también conocida como RAD 8/300

## Servicios
- 1942–1943: en Stuttgart.
- 1943–1945: como Grupo Antiaéreo Augsburgo Norte, después Robel.
- 1 de noviembre de 1943: en Augsburgo bajo la 4° Brigada Antiaérea (2° Regimiento de Proyectores Antiaéreos).
- 1 de enero de 1944: en Augsburg bajo la 4° Brigada Antiaérea (2° Regimiento de Proyectores Antiaéreos).
- 1 de febrero de 1944: en Augsburg bajo la 4° Brigada Antiaérea (2° Regimiento de Proyectores Antiaéreos).
- 1 de marzo de 1944: en Augsburg bajo la 4° Brigada Antiaérea (2° Regimiento de Proyectores Antiaéreos).
- 1 de abril de 1944: en Augsburg bajo la 4° Brigada Antiaérea (2° Regimiento de Proyectores Antiaéreos).
- 1 de mayo de 1944: en Augsburg bajo la 26° División Antiaérea (2° Regimiento de Proyectores Antiaéreos).
- 1 de junio de 1944: en Augsburg bajo la 26° División Antiaérea (115° Regimiento Antiaéreo).
- 1 de julio de 1944: en Augsburg bajo la 26° División Antiaérea (115° Regimiento Antiaéreo).
- 1 de agosto de 1944: en Augsburg bajo la 26° División Antiaérea (115° Regimiento Antiaéreo).
- 1 de septiembre de 1944: en Augsburg bajo la 26° División Antiaérea (115° Regimiento Antiaéreo).
- 1 de octubre de 1944: en Augsburg bajo la 26° División Antiaérea (115° Regimiento Antiaéreo) (Grupo de Estado Mayor, 4° Escuadra, 5° Escuadra, 7° Escuadra, 8° Escuadra/453° Batallón Pesado Antiaéreo; 2° Escuadra, 3° Escuadra, 6° Escuadra/453° Batallón Pesado Antiaéreo bajo el Grupo de Estado Mayor/Sw.200).
  - En Innsbruck bajo la 26° División Antiaérea (148° Regimiento Antiaéreo) (1° Escuadra/453° Batallón Pesado Antiaéreo bajo el Grupo de Estado Mayor/s.577).
- 1 de noviembre de 1944: en Augsburg bajo la 26° División Antiaérea (115° Regimiento Antiaéreo) (Grupo de Estado Mayor, 4° Escuadra, 5° Escuadra, 7° Escuadra, 8° Escuadra/453° Batallón Pesado Antiaéreo; 2° Escuadra, 3° Escuadra, 6° Escuadra/453° Batallón Pesado Antiaéreo bajo el Grupo de Estado Mayor/Sw.200).
  - En Innsbruck bajo la 26° División Antiaérea (148° Regimiento Antiaéreo) (1° Escuadra/453° Batallón Pesado Antiaéreo bajo el Grupo de Estado Mayor/s.577).
- 1 de diciembre de 1944: en Augsburg bajo la 26° División Antiaérea (115° Regimiento Antiaéreo) (Grupo de Estado Mayor, 8° Escuadra/453° Batallón Pesado Antiaéreo; 2° Escuadra, 3° Escuadra, 6° Escuadra/453° Batallón Pesado Antiaéreo bajo el Grupo de Estado Mayor/Sw.200).
  - En Augsburg bajo la 26° División Antiaérea (115° Regimiento Antiaéreo) (4° Escuadra, 5° Escuadra/453° Batallón Pesado Antiaéreo bajo el Grupo de Estado Mayor/s.136).
  - En Innsbruck bajo la 26° División Antiaérea (148° Regimiento Antiaéreo) (1° Escuadra/453° Batallón Pesado Antiaéreo bajo el Grupo de Estado Mayor/s.577).